# Códice Robertsbridge

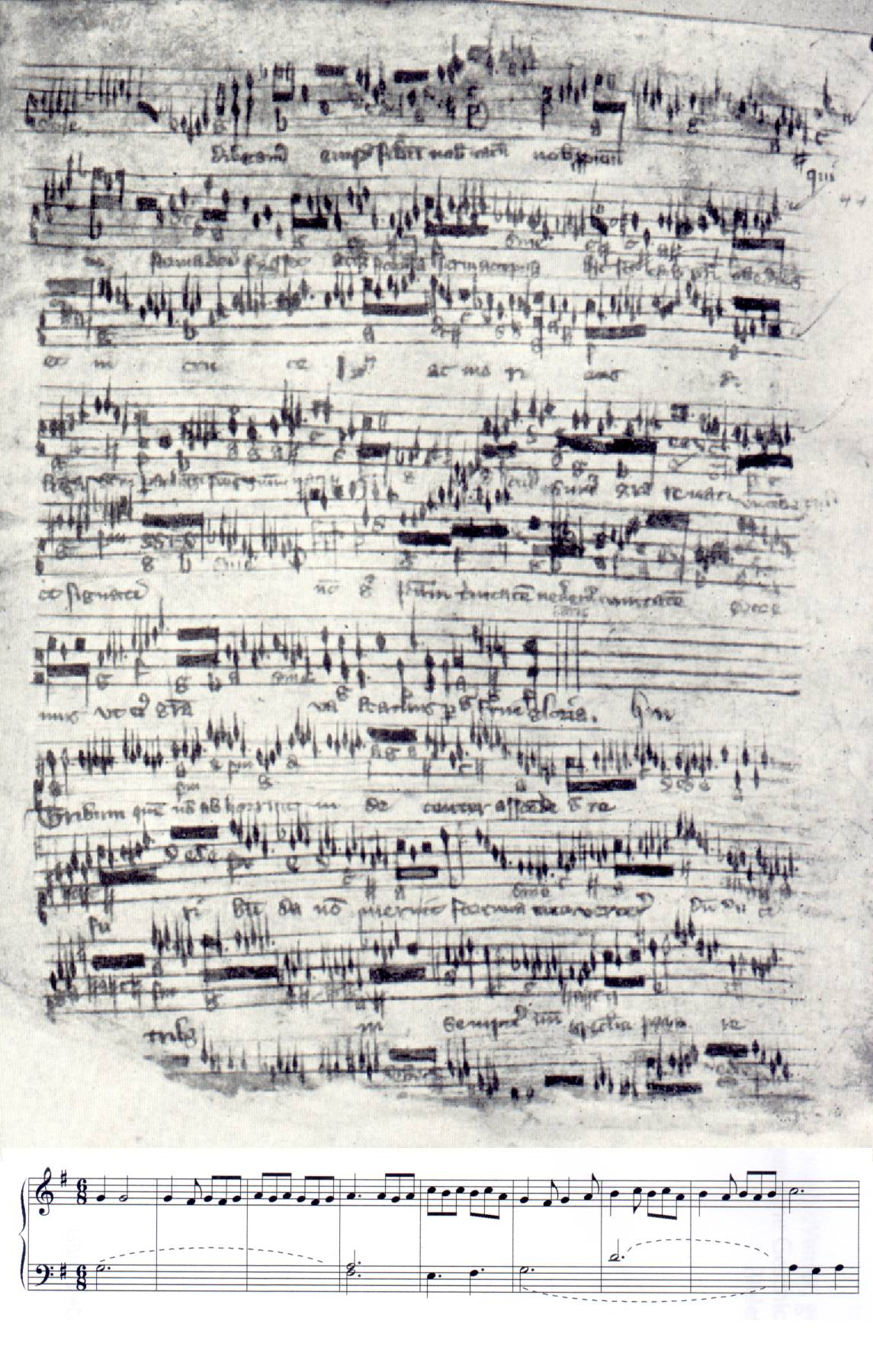
Fólio No. 44 reto do Robertsbridge Códice

O Códice Robertsbridge (1360) é um manuscrito de música do século XIV. Ele contém a música mais antiga escrita especificamente para teclado.
O termo Códice é um tanto enganoso: a seção musical do manuscrito compreende apenas duas folhas, unidas a um manuscrito maior de Robertsbridge, Sussex, Inglaterra. Contém seis peças, três delas em forma de estampie, forma de dança italiana do Trecento, além de três arranjos de motetos . Dois dos motetos são do Romance de Fauvel . Todas as músicas são anônimas e todas escritas em tablatura . A maior parte da música para os estampistas é para duas vozes, frequentemente em quintas paralelas, e também usando a técnica de hoquetus. Muito provavelmente, o instrumento usado para tocar as peças do Códice foi o órgão. Anteriormente, presumia-se que a data do Códice era por volta de 1330, mas pesquisas mais recentes sugeriram uma data posterior, um pouco depois de meados do século.
O manuscrito foi considerado italiano e conectado às principais correntes do trecento italiano em seu conteúdo e no uso claro de puncti divisionis (pontos de divisão). No entanto, o consenso acadêmico agora o considera de origem inglesa.
O Códice está na Biblioteca Britânica.